# Melodía del mundo
Melodía del Mundo (en alemán: Melodie der Welt) es una película documental alemana dirigida por Walter Ruttmann. El filme se compone de metraje filmado por todo el mundo, yuxtapuesto entre sí con tal de representar una serie de actividades humanas y sus diversas realizaciones en distintas culturas; todo ello a través de una estructura que trata de emular la de una sinfonía. También encontramos en la obra algunas escenas manipuladas, e interpretadas por actores.
La película fue producida por Tonbild-Syndikat AG como encargo de la Hapag y cuenta con una banda sonora original compuesta por Wolfgang Zeller. El filme se anunció como «el primer largometraje alemán con sonido».

## Reparto
- Ivan Koval-Samborskij como marinero.
- Renée Stobrawa como mujer del marinero.
- Grace Chiang como mujer japonesa.
- O. Idris como bailarín del templo malayo.
- Wilhelm Cuno como director general de la Hapag.

## Estreno
El estreno mundial tuvo lugar el 27 de julio de 1929 en el Deutsches Kammermusikfest de Baden-Baden. El 10 de mayo de 1930 el filme se estrenó en salas de cine alemanas, distribuido por Deutsches Lichstpiel-Syndikat AG.